# Pakatan Rakyat
Pakatan Rakyat (malayo para: Pacto Popular o Pacto del Pueblo, y cuyo significado vendría a ser Alianza del Pueblo), también conocido como PR fue una coalición electoral malaya progresista y de centroizquierda que disputó las elecciones federales de 2008 y 2013, obteniendo en ambas el mejor resultado para un partido opositor al gobernante Barisan Nasional, pero sin acceder al gobierno. En 2013 se convirtió en el primer frente opositor en triunfar por voto popular, superando por más de tres puntos al oficialismo, pero perdiendo debido a que el BN triunfó en más distritos. Como sucesor del Barisan Alternatif (Frente Alternativo), la coalición política fue formada por el Partido de la Justicia Popular (PKR), el Partido de Acción Democrática (DAP) y el Partido Islámico de Malasia (PAS) el 1 de abril de 2008. El 20 de abril de 2010, el Partido Nacional de Sarawak (SNAP) se unió oficialmente como miembro del Pakatan Rakyat después de ser expulsado de Barisan Nasional, pero se retiró de la coalición el 6 de mayo de 2011.  El DAP declaró la coalición "muerta" el 16 de junio de 2015, citando la incapacidad del resto de la alianza para trabajar con PAS, luego de que el congreso de PAS pasara la moción de cortar los lazos con DAP sin debate. Fue sucedido por Pakatan Harapan (Pacto de Esperanza).

## Resultados electorales
| Elección | Escaños obtenidos | % de escaños | Votos en total | % de votos | Resultado    | Líder                 |
| -------- | ----------------- | ------------ | -------------- | ---------- | ------------ | --------------------- |
| 2008     | 82/222            | 36.9%        | 3.796.464      | 47.79%     | 82 Oposición | Wan Azizah Wan Ismail |
| 2013     | 89/222            | 40.1%        | 5,237,555      | 50.87%     | 7 Oposición  | Anwar Ibrahim         |